# Себастьян Розенталь
Себастьян Розенталь (ісп. Sebastián Rozental, нар. 1 вересня 1976, Сантьяго) — чилійський футболіст єврейського походження, що грав на позиції нападника. Футболіст року в Чилі (1996).
Виступав, зокрема, за клуби «Універсідад Католіка» та «Рейнджерс», а також національну збірну Чилі.

## Клубна кар'єра
У дорослому футболі дебютував 1992 року виступами за команду «Універсідад Католіка», в якій провів чотири сезони, взявши участь у 75 матчах чемпіонату. З 1995 року був основним гравцем атакувальної ланки команди. З командою Розенталь вийшов у фінал Кубка Лібертадорес в 1993 році, виграв Міжамериканський кубок в 1994 році і Кубок Чилі 1995 року. У сезоні 1996 року Розенталь забив 28 голів у 31 матчі чемпіонату Чилі, за що отримав титул найкращого спортсмена року та Футболіста року в Чилі.
13 грудня 1996 року Себастьян перейшов у шотландський «Рейнджерс», ставши першим латиноамериканцем у складі клубу, а 4 мільйони фунтів стерлінгів, заплачені за гравця стали найдорожчим підписанням в історії Чилі. Він приїхав до Шотландії як багатообіцяючий талант, який незважаючи на юний вік пробився до складу національної збірної Чилі і кинув виклик Марсело Саласу та Івану Саморано після високою результативності в своєму клубі. Дебютував за команду в матчі чемпіонату проти «Мотервелла», вийшовши на заміну. Однак у другому матчі проти «Сент-Джонстона» у Кубку Шотландії чилієць добре розпочав гру і забив свій перший гол за клуб, але потім отримав серйозну травму коліна і був замінений. Відновившись від травми, Розенталь так і не зміг заграти у контрактному і силовому шотландському футболі, зігравши у сезоні 1997/98 лише 2 матчі у чемпіонаті and another 3 in 1998-99., а у наступному — три, тим не менш здобувши з клубом за цей час два чемпіонства, один національний кубок та два Кубка ліги.
У середині 1999 року Розенталь був відданий в оренду на 6 місяців у рідний клуб «Універсідад Католіка», де він повернув свою бомбардирську впевненість, ставши найкращим бомбардиром команди з 22 голами, після чого повернувся до Шотландії. Там у другій половині сезону 1999/00 Розенталь став стабільніше залучатись до матчів і зіграв 11 ігор та забив 3 голи у чемпіонаті, допомігши клубу з Глазго виграти «золотий дубль».
У серпні 2000 року на правах оренди перейшов у аргентинське «Індепендьєнте» (Авельянеда), де взяв 10 номер легендарного Рікардо Бочині, але не виправдав очікувань, і досі вважається одним з найгірших підкріплень в історії аргентинського клубу. Після цього Себастьян знову грав на права оренди, цього разу за чилійське «Коло-Коло».
В сезоні 2002/03 Розенталь виступав за швейцарський «Грассгоппер», з яким став чемпіоном країни, втім сам футболіст забив лише один гол у 22 іграх чемпіонаті, через що повернувся на батьківщину і грав за рідний «Універсідад Католіка», а також «Уніон Еспаньйола». Загалом за чотири періоди виступів за рідний клуб, рахуючи лише національний турнір, він провів 131 гру, в якій забив 67 голів.
В середині 2005 року Розенталь став гравцем «Пуерто-Рико Айлендерс», що грав у USL, другому за рівнем дивізіоні США, а у сезоні 2006 року грав за «Коламбус Крю», клуб вищого дивізіону США.
У січні 2007 року Розенталь прибув до Ізраїлю, де завдяки своєму походженню він за спрощеною процедурою отримав громадянство через Закон про повернення і підписав угоду з «Маккабі» (Петах-Тіква), де гравдо кінця сезону 2006/07, після чого перейшов в інший місцевий клуб «Маккабі» (Нетанья). 27 жовтня 2007 року він забив свій єдиний гол у ізраїльській Прем'єр-лізі, принісши перемогу 2:1 «Макабі» (Хайфа), а наприкінці сезону 2007/08 завершив професійну ігрову кар'єру.

## Виступи за збірні
1993 року у складі юнацької збірної Чилі (U-17) брав участь у юнацькому чемпіонаті світу 1993 року в Японії. На цьому змаганні він у статусі капітана провів шість ігор і забив 4 голи, здобувши з командою історичні бронзові нагороди турніру.
1995 року у складі молодіжної збірної Чилі поїхав на молодіжний чемпіонат світу 1995 року в Катарі, де у 3 матчах забив 4 голи, але не зумів допомогти команді вийти в плей-оф.
1995 року дебютував в офіційних матчах у складі національної збірної Чилі і того ж року поїхав з нею на Кубок Америки 1995 року в Уругваї, де забив гол, але збірна Чилі не зуміла вийти з групи.
Свій останній матч у складі збірної провів проти Еквадору в жовтні 2000 року. Всього протягом кар'єри у національній команді, яка тривала 6 років, провів у її формі 27 матчів, забивши 2 голи.

## Досягнення
«Універсідад Католіка»
- Володар Кубка Чилі (1): 1995
- Фіналіст Кубка Лібертадорес (1): 1993
- Володар Міжамериканського кубка (1): 1993

«Рейнджерс»
- Чемпіон Шотландії (3): 1997, 1999, 2000
- Володар Кубка Шотландії (2): 1999, 2000
- Володар Кубка шотландської ліги (2): 1997, 1999

«Грассгоппер»
- Чемпіон Швейцарії (1): 2003